# Keith Bontrager
Keith Bontrager (Santa Cruz, 18 dicembre 1954) è un pilota motociclistico statunitense che divenne un pioniere nello sviluppo delle moderne mountain bike.
Fra il 1980 ed il 1995, è stato presidente della compagnia che prende il suo cognome e che attualmente sviluppa componenti per la Trek Bicycle Corporation, da cui è stata acquisita.

## Carriera

### Motociclette
Bontrager ha iniziato le sue attività nel 1965 costruendo minimoto spinte da motori di tagliaerba.
Nel 1969 iniziò a partecipare a competizioni di motocross, finanziando le sue gare con i proventi delle riparazioni di moto che eseguiva. Fra il 1975 ed il 1981 ha progettato, costruito e messo a punto moto da cross, da strada e da drag. Le sue motociclette hanno vinto diversi titoli nazionali e nel motomondiale 250.

### Biciclette
Nel 1978, Bontrager, iniziò ad essere attratto dal ciclismo e nel 1979 costruì la sua prima bici da strada. Per via dei trascorsi nel motocross, fu attratto in seguito anche dal mondo delle mountain bike così nel 1980 costruì il suo primo telaio e fondò la Bontrager Cycles a Sunnyvale, in California.
Nella prima metà degli anni ottanta, i cerchi da mountain bike Bontrager, furono i primi ad esser leggeri ma resistenti anche se utilizzavano un profilo sinora inteso solo per le bici da strada. Bontrager, ideò diversi modelli di cerchi leggeri che venivano prodotti dalla Weinmann USA, ma alcuni modelli non entrarono mai effettivamente in produzione dal momento che lo stabilimento Weinmann fu colpito da un incendio.
Bontrager basò il design dei suoi telai sugli studi da lui effettuati a Santa Cruz, presso l'Università della California e sulla sua esperienza come meccanico nel mondo del motocross. Mentre gli altri produttori sviluppavano i telai a partire da materiali come l'alluminio, il titanio o la fibra di carbonio, Bontrager li riteneva troppo voluminosi. Era convinto che l'acciaio non era ancora superato ed il suo impiego, come anche la produzione, potevano essere migliorati. Le giunture potevano essere rafforzate dai cosiddetti fazzoletti o coprigiunti per distribuire meglio i carichi e ridurre la debolezza delle saldature e della brasatura. Comprese che i giunti potevano essere fatti applicando collante e rivetti e dunque, i telai prodotti fra il 1989 ed il 1994, disponevano di fermacavi di alluminio che venivano appunto incollati e rivettati alla canna superiore. I telai prodotti nell'officina di Santa Cruz avevano i foderi posteriori obliqui di diametro più grande nella parte superiore: questo garantiva maggiore rigidità torsionale attorno all'area dei freni. La porzione inferiore più piccola riduceva invece il peso e la rigidità verticale del triangolo posteriore attenuando maggiormente gli urti.
Bontrager pubblicò articoli sul design delle biciclette e sulla loro costruzione, a partire dagli effetti della saldatura TIG sui telai in alluminio, fino ad argomentazioni sulle carenze dei metodi di misurazione accettati.
Nel 1987 progettò e brevettò una testa di alluminio composito che fissava la forcella al manubrio evitando saldature o brasature. Questo design fu utilizzato sulla forcella rigida Switchblade di Bontrager e sulla forcella ammortizzata RS1 di Rock Shox. La convinzione di Bontrager di evitare l'uso del calore sui telai, portò a versioni del modello Switchblade con forcellini e impianti frenanti fissati con i rivetti, ottenendo una forcella esente da saldature o brasature. Ciò conservava la forza guadagnata dal rinvenimento dei tubi del telaio.
Nel 1992, Bontrager Cycles si espanse e da un singolo negozio diventò un polo produttivo. Nel 1993 iniziarono anche a produrre le pipe dei manubri e nel 1995, il socio in affari di Bontrager, Hans Heim, abbandonò la compagnia per entrare a far parte della Santa Cruz Cycles mettendo in vendita le quote della Bontrager Cycles in suo possesso. Dopo di che la ditta Trek acquisì Bontrager Cycles ed assunse lo stesso Bontrager come presidente.
A questo punto la produzione fu divisa in due, ma la fabbricazione dei telai di fascia alta (modelli Race e Race Lite), della linea da strada (Road Lite), di quella da ciclocross ed in seguito anche da BMX, continuò a Santa Cruz. Allo stesso tempo, Bontrager, sospese l'uso dei foderi posteriori verticali a due parti, nei telai delle mountain bike, in favore di quelli singoli rastremati. Il modello Ti Lite, una versione in titanio di un telaio di mountain bike, fu prodotto da Sandvik, celebre acciaieria svedese. Allo stesso tempo, il telaio Privateer che era di fascia bassa, fu progettato utilizzando lo stesso acciaio True Temper impiegato nei telai Santa Cruz, ma veniva prodotto negli stabilimenti Trek a Waterloo, nel Wisconsin, a seguito di piccoli cambiamenti estetici.
Bontrager assunse anche il ruolo di sviluppatore presso la Trek, curando il design di manubri, pipe, corna, reggisella, cerchi, pneumatici, pedivelle e ruote.
Alla fine degli anni novanta, le tecniche produttive dei telai in alluminio permettevano produzioni di grande numero ed a basso costo. I telai di alluminio hardtail diventarono però fuori moda e la produzione cessò sia negli stabilimenti di Santa Cruz che in Wisconsin.
Bontrager continua a lavorare con Trek nello sviluppo di ruote e componenti da montagna, da strada e delle bici da triathlon. Tali componenti sono stati utilizzati dal servizio postale statunitense, da Discovery Channel, dalla Leopard, dalla Science in Sport e così via. Triatleti e campioni Ironman del calibro di Chris Lieto, Normann Stadler e Julie Dibens, sono solo alcuni degli utilizzatori dei componenti Bontrager

### Ciclismo
Bontrager ha gareggiato in molte corse di mountain bike, anche in gare da 24 ore. Ha gareggiato anche nel Three Peaks Cyclo-Cross in Inghilterra, ma anche a corse a tappe come la famosa Trans-Sylvania Mountain Bike Epic a State College in Pennsylvania.

## Istruzione
Bontrager è laureato in fisica presso l'Università della California a Santa Cruz, ma ha frequentato anche la celebre Berkeley.

## Premi e riconoscimenti
Bontrager fu incluso nella Mountain Bike Hall of Fame nel 1994.